# Companhia Siderúrgica Nacional
Companhia Siderúrgica Nacional (CSN) er en brasiliansk stålproducent, der er baseret i Volta Redonda, Rio de Janeiro. CSN har en årligt produktionskapacitet på ca. 5,6 mio. tons stål.
Companhia Siderúrgica Nacional blev etableret som en statsejet virksomhed 9. april 1941.